# Leucopis armeniaca
Leucopis armeniaca är en tvåvingeart som beskrevs av Tanasijtshuk 1986. Leucopis armeniaca ingår i släktet Leucopis och familjen markflugor.
Artens utbredningsområde är Armenien. Inga underarter finns listade i Catalogue of Life.